# Герб гмины Анджеево
Герб гмины Анджеево (пол. Herb gminy Andrzejewo) — официальный символ гмины Анджеево, расположенной в Мазовецком воеводстве Польши.

## Описание
Официальное описание герба гмины Анджеево:

В красном поле, в правой половине щита, серебряный патриарший крест папского легата с тремя поперечинами, символизирующий образ примаса Польши кардинала Стефана Вышиньского; в левой половине щита серебряная монограмма «АС» епископа плоцкого Анджея Кжицкого, которая взята со старинной печати города.
Оригинальный текст (пол.)W polu czerwonym, w prawej połowie tarczy, srebrny krzyże legata papieskiego o trzech poprzeczkach, przysługujący Prymasom Polski, symbolizujący postać Stefana Kardynała Wyszyńskiego, w lewej połowie pola tarczy srebrny monogram AC biskupa płockiego
Andrzeja Krzyckiego, godło pochodzi z dawnej pieczęci miejskiej.— Gmina Andrzejewo
В книге «Herby miast i ziem polskich» даётся следующее описание герба:

Монограмма из букв A.C. (Andreas Cricius).
Оригинальный текст (пол.)Monogram z liter A.C. (Andreas Cricius).— Antoni Chomicki: «Herby miast i ziem polskich»
Геральдическими цветами герба гмины являются красный и серебряный — цвета герба Котвич, носителем которого был Анджей Кжицкий, основавший город Анджеево в 1534 году.
Монограмма A.C. (Andreas Cricius) была изображена на старинных печатях города, оттиски которых имеются на документах 1565 и 1678 годов.